# Brandenburger Strasse

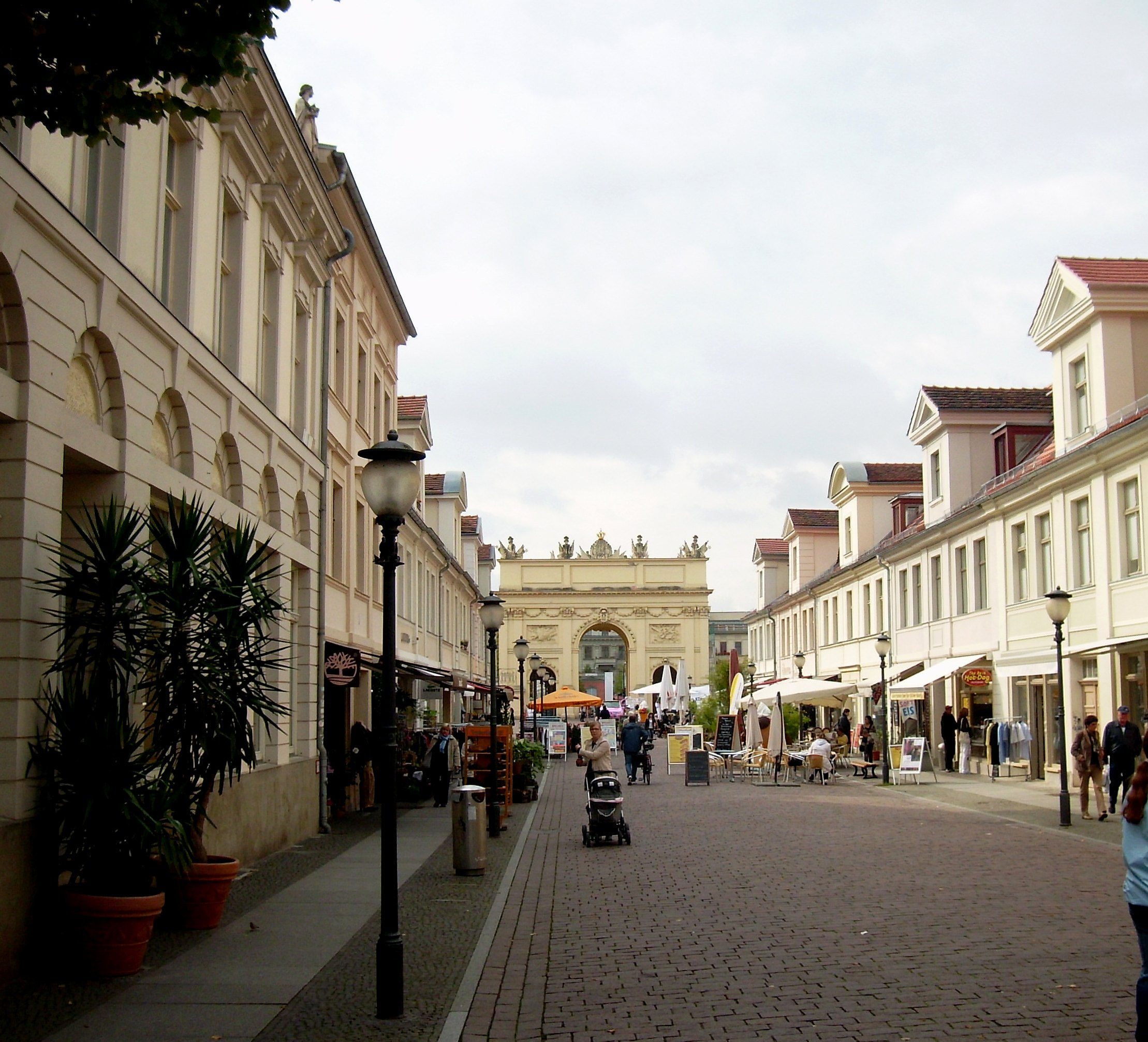
Brandenburger Strasse, vy västerut mot Brandenburger Tor.

Brandenburger Strasse (tysk stavning: Brandenburger Straße) är en central gågata i den tyska delstaten Brandenburgs huvudstad Potsdam. Gatan leder genom innerstaden från triumfbågen vid Brandenburger Tor i väster, på torget Luisenplatz, till Peter-und-Paul-Kirche i öster vid Bassinplatz.
Gatan är det centrala stråket för cityhandeln i Potsdam och här arrangeras årligen Potsdams julmarknad under adventstiden. Här ligger även Karstadtvaruhuset och i anslutning till gatans östra ände ligger det historiska restaurang- och butiksdistriktet Holländisches Viertel.

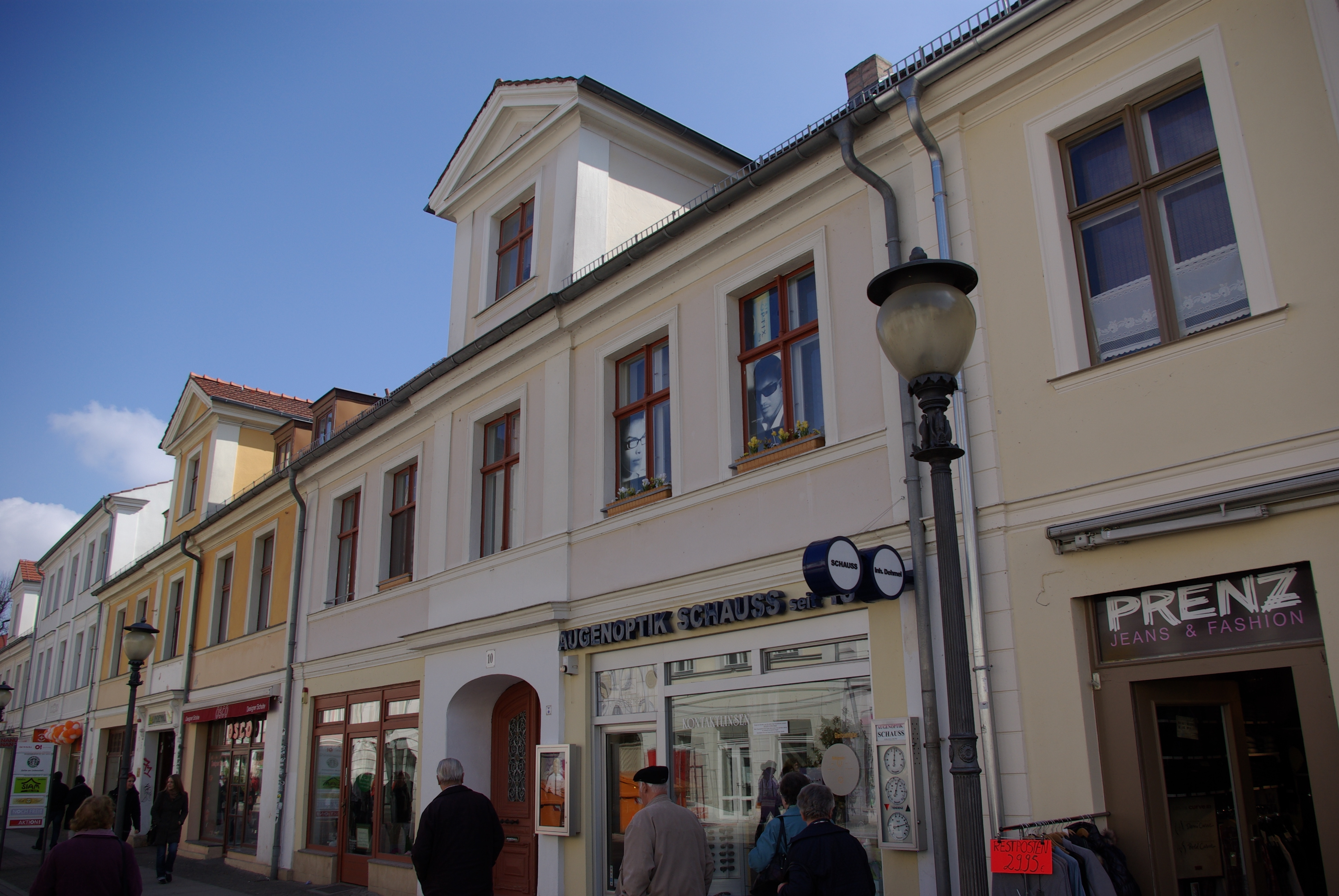
Kulturminnesmärkt 1700-talshus på Brandenburger Strasse 10.

Brandenburger Strasse kantas av många restaurerade tvåvåningshus från 1700-talet, uppförda under Fredrik Vilhelm I av Preussens regering för hantverkarfamiljer och inkvarterade soldater. Under DDR-epoken kallades gatan Klement-Gottwald-Strasse efter den tjeckoslovakiske kommunistpolitikern Klement Gottwald, men återfick sitt ursprungliga namn Brandenburger Strasse efter Tysklands återförening. Sedan återföreningen har även omfattande renoveringar av byggnaderna längs gatan genomförts.